# Mosaïque de Lierna (Lac de Côme)
La mosaïque romaine de Lierna  est un sol de la Rome antique datant du Ier siècle (âge augustin) découvert en 1876 à Lierna sur le lac de Côme.
Elle est conservée au Musée archéologique de Lecco (it).

## Contexte archéologique
La mosaïque est découverte en partie dans un vignoble cultivé au bord du lac et en partie dans la cave d'un ancien café de la Piazzetta du village. Outre le sol, appartenant à une noble villa de la Rome antique, des colonnes romaines, des chapiteaux et un mur romain à une profondeur de plus de 7,5 m ont été découverts, ainsi que des pièces de monnaie, objets, céramiques et bijoux.

## Description
Le décor présente une composition d'hexagones disposés en nid d'abeilles, délimités par une rangée de petits carreaux sombres sur fond clair, remplis intérieurement d'un hexagone sombre avec une fleur claire à six pétales tangente aux sommets de l'hexagone ou une étoile à six points composés d'un hexagone foncé avec, au centre, un autre hexagone foncé délimité par six triangles blancs à sommets inférieurs tangents entre eux. Les hexagones avec le même décor intérieur se succèdent en bandes alternées ; dans le fragment conservé, seuls les hexagones bordés de fleurs sont coupés en deux au bord qui, partant de l'intérieur, est composé d'une rangée de tuiles sombres, d'une bande de trois tuiles claires disposées perpendiculairement les unes aux autres et d'une bande sombre, initialement composée d'une bande de trois tesselles avec une disposition similaire puis de tissages avec une chaîne oblique. La petitesse de la portion conservée ne permet pas d'avoir une idée de l'extension de la mosaïque, ni de la présence éventuelle d'un emblème central.

## Controverse
Contrairement à ce que l'on croit, l'étage est celui d'une importante villa romaine, mais il n'appartient pas à la Villa Commedia de Pline le jeune qui est située dans la même rue mais plus éloignée et construite « comme il est d'usage à Positano » sur une terrasse taillée au sommet d'un rocher surplombant le lac de Côme.